# Rubus klimmekianus
Rubus klimmekianus är en rosväxtart som beskrevs av G. Matzke-hajek. Rubus klimmekianus ingår i släktet rubusar, och familjen rosväxter. Inga underarter finns listade i Catalogue of Life.